# مانوئل سانچز مارتینز
مانوئل سانچز مارتینز (اسپانیایی: Manuel Sanchís Martínez‎؛ زادهٔ ۲۶ مارس ۱۹۳۸) بازیکن مدافع و سرمربی فوتبال اهل اسپانیا است.
از باشگاه‌هایی که در آن بازی کرده‌است می‌توان به رئال مادرید، رئال وایادولید، کوردوبا و بارسلونا بی اشاره کرد. او رکورددار حضور در ال کلاسیکو با ۴۳ بار بازی در این مسابقه است.
مانوئل سانچز مارتینز همچنین در تیم ملی فوتبال اسپانیا بازی کرده و یازده بار کاپیتانی این تیم را بر عهده داشته است. او در جام جهانی ۱۹۶۶ یکی از گل‌های تیمش را در پیروزی ۲–۱ برابر سوئیس به ثمر رساند.